# Potsdam (village, New York)
Ne doit pas être confondu avec Potsdam (New York).
Pour les articles homonymes, voir Potsdam (homonymie).
Potsdam est un village du comté de Saint Lawrence, dans l'État de New York, aux États-Unis,. En 2020, il comptait une population de 8 312 habitants.

## Démographie
Lors du recensement de 2010, le village comptait une population de 9 428 habitants, tandis qu'en 2020, elle s'élève à 8 312 habitants.